# A Liverpool FC 2017–2018-as szezonja
Ez a szócikk a Liverpool FC 2017–2018-as szezonjáról szól, amely a csapat 126. idénye fennállása óta, sorozatban 55. az angol első osztályban.
Az előszezonban 8 felkészülési mérkőzést játszott a csapat (6 győzelem, 2 döntetlen, 0 vereség), az elsőt 2017. július 12-én az angol Tranmere Rovers FC ellen.
A bajnokságban 38 forduló alatt 75 pontot szereztek (21 győzelem, 12 döntetlen és 5 vereség), gólkülönbségük +46 (84–38) lett. Ezzel a 4. helyen végeztek, ami a 2018–19-es Bajnokok Ligája-indulást jelentett a csoportkörben.
Az FA-kupában 2018. január 6-án játszottak először a harmadik fordulóban  a városi rivális Everton FC ellen (2–1), a negyedik fordulóban 2–3-as vereséget szenvedtek a West Bromwich Albion FC csapatától, így a kupából kiestek.
A Ligakupában a harmadik körben kapcsolódtak be a sorozatba 2017 szeptemberében, de a 2016-os angol bajnok Leicester City FC legyőzte őket 2–0-ra.
A csapat az előző, 2016–17-es szezonban a 4. helyen végzett a bajnokságban, így a 2017–2018-as UEFA-bajnokok ligája rájátszásába jutottak, amely közvetlenül a csoportkört előzi meg.
A csoportkörben az E jelű négyesben veretlenül, 3 győzelemmel és 3 döntetlennel, 23 szerzett góllal jutottak tovább, megelőzve a spanyol Sevilla FC-t, az orosz FK Szpartak Moszkva csapatát és a szlovén NK Maribort.
A BL-nyolcaddöntőben a portugál FC Porto otthonában 5–0-s győzelemmel, majd az Anfielden 0–0-val jutottak tovább a negyeddöntőbe.
A legjobb nyolc között az angol bajnokságot vezető Manchester City FC ellen sorsolták össze a Liverpoolt. Az első mérkőzést hazai pályán 3–0-ra megnyerték. A visszavágót 2–1-re nyerték, így összesítésben 5-1-es összesítéssel jutottak tovább. Az elődöntőben az AS Roma csapatával játszottak, az első mérkőzést az angolok 5–2-re, míg a visszavágót az olaszok 4–2-re nyerték, így a Liverpool jutott a döntőbe. A döntőben a Real Madrid CF 3–1-re győzött.

## Mezek
| Hazai mez | Hazai kapusmez |

| Idegenbeli mez | Idegenbeli kapusmez |

| Harmadik mez | Harmadik kapusmez |

## Játékosok

### Felnőtt keret
| No. |               | Poszt | Játékos                           |
| --- | ------------- | ----- | --------------------------------- |
| 1   | Németország   | K     | Loris Karius                      |
| 2   | Anglia        | V     | Nathaniel Clyne                   |
| 5   | Hollandia     | KP    | Georginio Wijnaldum               |
| 6   | Horvátország  | V     | Dejan Lovren                      |
| 7   | Anglia        | KP    | James Milner                      |
| 9   | Brazília      | CS    | Roberto Firmino                   |
| 10  | Brazília      | KP    | Philippe Coutinho                 |
| 11  | Egyiptom      | CS    | Mohamed Szaláh                    |
| 12  | Anglia        | V     | Joe Gomez                         |
| 14  | Anglia        | KP    | Jordan Henderson (csapatkapitány) |
| 15  | Anglia        | CS    | Daniel Sturridge                  |
| 16  | Szerbia       | KP    | Marko Grujić                      |
| 17  | Észtország    | V     | Ragnar Klavan                     |
| 18  | Spanyolország | V     | Alberto Moreno                    |
| 19  | Szenegál      | CS    | Sadio Mané                        |
| 20  | Anglia        | KP    | Adam Lallana                      |

| No. |              | Poszt | Játékos                 |
| --- | ------------ | ----- | ----------------------- |
| 21  | Anglia       | KP    | Alex Oxlade-Chamberlain |
| 22  | Belgium      | K     | Simon Mignolet          |
| 23  | Németország  | KP    | Emre Can                |
| 26  | Skócia       | KP    | Andrew Robertson        |
| 28  | Anglia       | CS    | Danny Ings              |
| 29  | Anglia       | CS    | Dominic Solanke         |
| 32  | Kamerun      | KP    | Joël Matip              |
| 34  | Magyarország | K     | Bogdán Ádám             |
| 38  | Anglia       | V     | Jon Flanagan            |
| 50  | Szerbia      | KP    | Lazar Marković          |
| 52  | Wales        | K     | Danny Ward              |
| 53  | Anglia       | KP    | Ovie Ejaria             |
| 58  | Wales        | CS    | Ben Woodburn            |
| 59  | Wales        | KP    | Harry Wilson            |
| 66  | Anglia       | V     | Trent Alexander-Arnold  |

#### Kölcsönbe adott játékosok
| No. |               | Poszt | Játékos                  |
| --- | ------------- | ----- | ------------------------ |
| 27  | Belgium       | CS    | Divock Origi             |
| 40  | Anglia        | KP    | Ryan Kent                |
| 54  | Anglia        | KP    | Sheyi Ojo                |
| 56  | Anglia        | KP    | Connor Randall           |
| 68  | Spanyolország | KP    | Pedro Chirivella         |
| —   | Brazília      | KP    | Allan Rodrigues de Souza |
| —   | Nigéria       | CS    | Taiwo Awoniyi            |

## Statisztikák
Utolsó elszámolt mérkőzés dátuma: 2018. május 26.

### Kiírások
| Premier League  | 38 | 21 | 12 | 5 | 84–38 | +46 | —         | 4.     | 2017.08.12. | 2018.05.13. |
| FA-kupa         | 2  | 1  | 0  | 1 | 4–4   | 0   | 3. kör    | 4. kör | 2018.01.05. | 2018.01.27. |
| Ligakupa        | 1  | 0  | 0  | 1 | 0–2   | –2  | 3. kör    | 3. kör | 2017.09.19. | 2017.09.19. |
| Bajnokok Ligája | 15 | 9  | 4  | 2 | 47–19 | +28 | rájátszás | döntős | 2017.08.23. | 2018.05.26. |

### Bajnoki helyezések fordulónként
| Forduló  | 1.  | 2.  | 3.  | 4.  | 5.  | 6.  | 7.  | 8.  | 9.  | 10. | 11. | 12. | 13. | 14. | 15. | 16. | 17. | 18. | 19. |
| -------- | --- | --- | --- | --- | --- | --- | --- | --- | --- | --- | --- | --- | --- | --- | --- | --- | --- | --- | --- |
| Helyszín | I   | O   | O   | I   | O   | I   | I   | O   | I   | O   | I   | O   | O   | I   | I   | O   | O   | I   | I   |
| Eredmény | D   | GY  | GY  | V   | D   | GY  | D   | D   | V   | GY  | GY  | GY  | D   | GY  | GY  | D   | D   | GY  | D   |
| Helyezés | 9.  | 6.  | 2.  | 8.  | 8.  | 5.  | 8.  | 8.  | 9.  | 6.  | 5.  | 5.  | 6.  | 5.  | 4.  | 4.  | 5.  | 4.  | 4.  |
| Forduló  | 20. | 21. | 22. | 23. | 24. | 25. | 26. | 27. | 28. | 29. | 30. | 31. | 32. | 33. | 34. | 35. | 36. | 37. | 38. |
| Helyszín | O   | O   | I   | O   | I   | I   | O   | I   | O   | O   | I   | O   | I   | I   | O   | I   | O   | I   | O   |
| Eredmény | GY  | GY  | GY  | GY  | V   | GY  | D   | GY  | GY  | GY  | V   | GY  | GY  | D   | GY  | D   | D   | V   | GY  |
| Helyezés | 4.  | 4.  | 4.  | 3.  | 4.  | 3.  | 3.  | 3.  | 3.  | 3.  | 4.  | 4.  | 4.  | 3.  | 3.  | 3.  | 3.  | 4.  | 4.  |

Magyarázat
- GY: győzelem, D: döntetlen, V: vereség

### Kezdő tizenegy
Csak a tétmérkőzések statisztikái alapján:
| #  | N.           | P. | Játékos                | Kezdő | Egyéb kezdőjátékosok                             |
| -- | ------------ | -- | ---------------------- | ----- | ------------------------------------------------ |
| 1  | Németország  | K  | Loris Karius           | 33    | Simon Mignolet: 22 Danny Ward: 1                 |
| 26 | Skócia       | V  | Andrew Robertson       | 30    | Alberto Moreno: 24                               |
| 6  | Horvátország | V  | Dejan Lovren           | 38    | Ragnar Klavan: 20                                |
| 32 | Kamerun      | V  | Joël Matip             | 31    | Virgil van Dijk: 22                              |
| 66 | Anglia       | V  | Trent Alexander-Arnold | 30    | Joe Gomez: 27 Nathaniel Clyne: 2 Jon Flanagan: 1 |
| 5  | Hollandia    | KP | Georginio Wijnaldum    | 40    | Philippe Coutinho: 18                            |
| 14 | Anglia       | KP | Jordan Henderson       | 37    | Adam Lallana: 3 Marko Grujić: 1                  |
| 23 | Németország  | KP | Emre Can               | 34    | James Milner: 26                                 |
| 19 | Szenegál     | KP | Sadio Mané             | 43    | Alex Oxlade-Chamberlain: 21                      |
| 9  | Brazília     | CS | Roberto Firmino        | 49    | Dominic Solanke: 6                               |
| 11 | Egyiptom     | KP | Mohamed Szaláh         | 49    | Daniel Sturridge: 5 Danny Ings: 3                |

## Díjak

### A csapat díjai
Standard Chartered Player of the Month: a főszponzor havonta kiosztott díja a legjobb játékosnak a szurkolók internetes szavazása alapján a csapat honlapján.
| Hónap             | 2017. augusztus | 2017. szeptember | 2017. október  |
| ----------------- | --------------- | ---------------- | -------------- |
| A hónap játékosa  | Szaláh (52%)    | Szaláh (41%)     | Lovren(33%)    |
| Hónap             | 2017. november  | 2017. december   | 2018. január   |
| A hónap játékosa  | Szaláh          | Szaláh           | Firmino        |
| Hónap             | 2018. február   | 2018. március    | 2018. április  |
| A hónap játékosa  | Szaláh          | Szaláh           | Szaláh         |
| A szezon játékosa | Mohamed Szaláh  | Mohamed Szaláh   | Mohamed Szaláh |

### Egyéb
Premier League
- A hónap játékosa:  Mohamed Szaláh (3): november,[7][8] február,[9] március;  Sadio Mané (1): augusztus[10][11]
- A szezon játékosa:  Mohamed Szaláh
- PFA Az év csapata:  Mohamed Szaláh
- PFA Az év játékosa:  Mohamed Szaláh
- FWA Az év labdarúgója:  Mohamed Szaláh